# ماریانا گئورگیان
ماریانا نُرایری گئورگیان (ارمنی: Մարիաննա Նորայրի Գևորգյան؛ انگلیسی: Marianna Gevorgyan ۵ نوامبر ۱۹۸۶) موسیقی‌دان و نوازنده ساز قانون اهل ارمنستان است. وی از سال میلادی تاکنون مشغول فعالیت بوده‌است.

## زندگی‌نامه
وی در ۵ نوامبر ۱۹۸۶ در ایروان به دنیا آمد و از کنسرواتوار دولتی کومیتاس ایروان فارغ‌التحصیل گشت. 